# Alexander Hall
Alexander Hall (Boston, Massachusetts, 11 de gener de 1894 − San Francisco, Califòrnia, 30 de juliol de 1968) va ser un director de cinema, muntador i actor estatunidenc.

## Biografia
Nascut a Boston, Massachusetts, va ser actor teatral des dels quatre anys fins al 1914, quan va començar a treballar en el cinema mut. Després del seu servei militar en la Primera Guerra Mundial, va tornar a Hollywood per fer carrera en la indústria cinematogràfica. Va treballar com muntador i ajudant de direcció a la Paramount Pictures fins a 1932, quan va dirigir el seu primer llargmetratge, Sinners in the Sun. Entre 1937 i 1947 va ser director contractat de Columbia Pictures, guanyant-se una bona reputació per les seves sofisticades comèdies. Va arribar a ser nominat per l'Oscar al millor director pel film Here Comes Mr. Jordan (1941).
Hall va estar casat amb l'actriu Lola Lane entre 1934 i 1936. També va tenir una breu relació amb Lucille Ball, que el va deixar quan ella va conèixer Desi Arnaz. La parella el va contractar el 1956 per dirigir el seu film Forever, Darling.
Alexander Hall va morir a causa de complicacions després de patir un ictus a San Francisco (Califòrnia) el 1968.

## Filmografia

### Director
- 1922: A Game of Craft
- 1922: The Last Call
- 1922: The Spirit of Evil
- 1922: Unseen Foes
- 1932: Sinners in the Sun
- 1932: Madame Racketeer
- 1933: The Girl in 419
- 1933: Midnight Club
- 1933: Torch Singer
- 1934: Miss Fane's Baby Is Stolen
- 1934: Little Miss Marker
- 1934: The Pursuit of Happiness
- 1934: Limehouse Blues
- 1935: Goin' to Town
- 1935: Annapolis Farewell
- 1936: Give Us This Night
- 1936: Yours for the Asking
- 1937: Exclusive
- 1938: There's Always a Woman
- 1938: I Am the Law
- 1939: There's That Woman Again
- 1939: The Lady's from Kentucky
- 1939: Good Girls Go to Paris
- 1939: The Amazing Mr. Williams
- 1940: The Doctor Takes a Wife
- 1940: He Stayed for Breakfast
- 1940: Allò que en diuen amor (This Thing Called Love)
- 1941: Here Comes Mr. Jordan
- 1941: Bedtime Story
- 1942: Tots besaven la núvia (They all kissed the bride)
- 1942: My Sister Eileen
- 1944: The Heavenly Body
- 1944: Temps era temps (Once Upon a Time)
- 1945: She Wouldn't Say Yes
- 1947: La deessa de la dansa (Down to Earth)
- 1949: The Great Lover
- 1950: Love That Brute
- 1950: Louisa
- 1951: Up Front
- 1952: Because You're Mine
- 1953: Amor a mitjanit (Let's Do It Again)
- 1956: Forever, Darling

### com a muntador
- 1926: The Girl from Montmartre
- 1926: The Far Cry
- 1926: Miss Nobody
- 1927: Her Wild Oat
- 1928: Lilac Time
- 1928: The Crash
- 1929: Synthetic Sin
- 1929: Smiling Irish Eyes
- 1930: Song of the Flame
- 1930: Kismet
- 1931: Woman Hungry
- 1931: Broadminded
- 1931: The Last Flight
- 1933: She Done Him Wrong

### Actor
- 1914: The Million Dollar Mystery
- 1917: The Deemster: Davy, Dan's Friend
- 1917: Miss U.S.A.: Clay Warfield
- 1918: Doing Their Bit: Miles O'Dowd
- 1921: The Leech: Bill
- 1932: Okay, America!

## Premis i nominacions

### Nominacions
- 1942. Oscar al millor director per Here Comes Mr. Jordan